# Элия Юнилла
Элия Юнилла (лат. Aelia Iunilla) — представитель рода Сеев.
Родителями Юниллы были префект претория Сеян и Гавия Апиката. В 23 году они развелись. Известно, что Юнилла была обручена с сыном будущего императора Клавдия Друзом, но её жених в 27 году скончался.
В 31 году отец и старший брат Юниллы Луций Элий Галл Страбон были казнены по обвинению в государственной измене. Тогда её мать покончила с собой, а в предсмертной записке обвинила Сеяна в убийстве сына императора Тиберия Друза. В результате гнев Тиберия пал на оставшихся детей Сеяна. В декабре того же года Юнилла и её младший брат Капитон Элиан были казнены. По свидетельству историка Тацита Юнилла перед смертью подверглась насилию.